# Wortegemsen

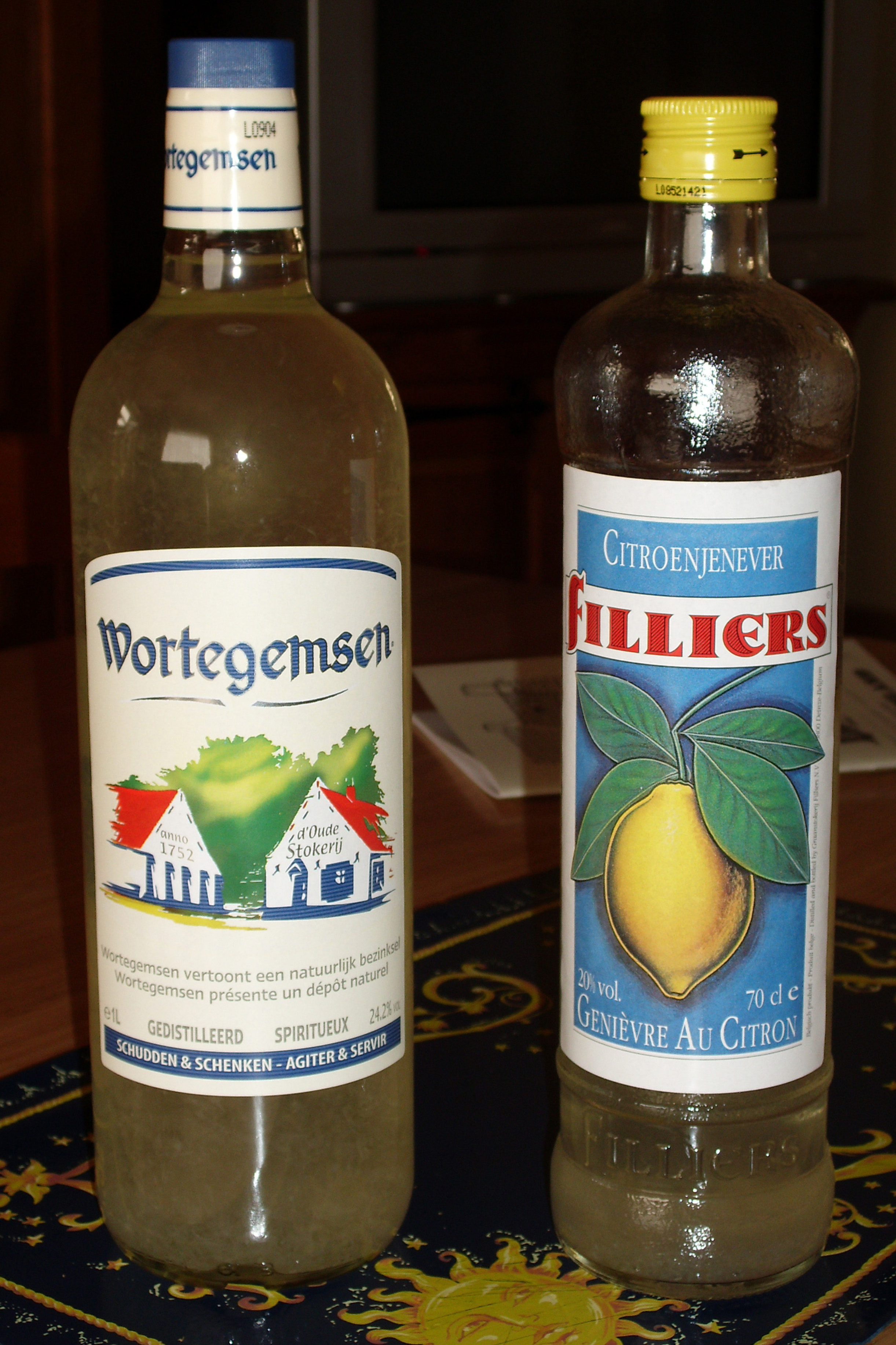
Wortegemsen overgenomen door Filliers.

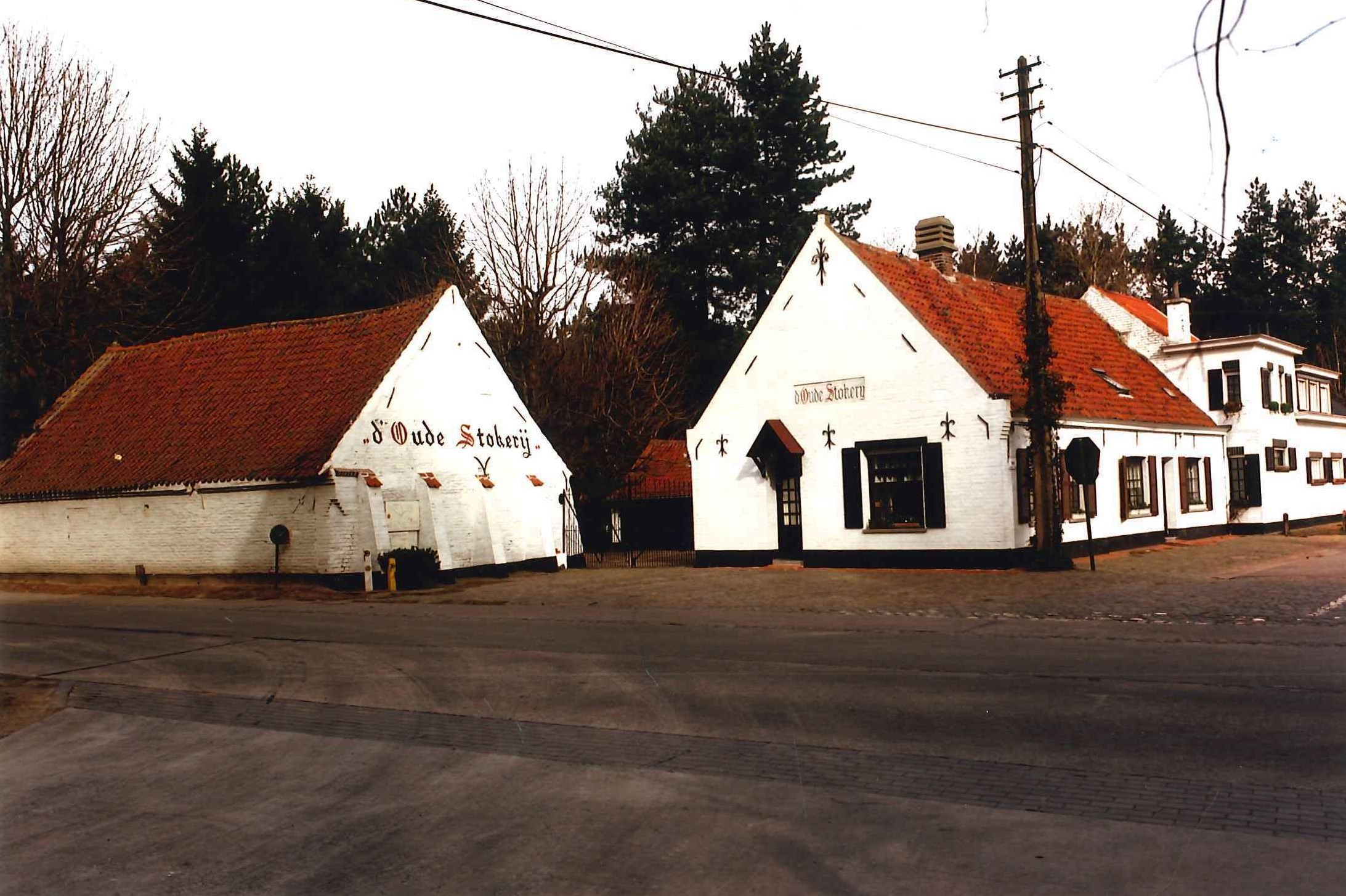
De Oude Stokerij in Wortegem

Wortegemsen is een Belgisch merk van citroenjenever (24,5°) die verwijst naar Wortegem, maar die tot 2009 werd geproduceerd in het naburige Waregem. 

## Commercialisering
Citroenjenever was in de grensstreek van West- en Oost-Vlaanderen een populair drankje dat in de huiselijke kring werd bereid op basis van jenever, suiker en citroenen. 
In 1978 deponeerde drankenimporteur Albert Kint NV uit Waregem de naam en bracht het de citroenjenever op systematische manier op de markt. Het etiket van de literfles vertoont een afbeelding van de Oude Stokerij in Wortegem uit 1752 waar, volgens de legende, het mengsel zou zijn ontstaan. 
Het basisproduct werd elders aangekocht maar de afwerking gebeurde bij Albert Kint in Waregem. In tegenstelling tot vele andere citroenjenevers en bijvoorbeeld limoncello wordt Wortegemsen niet verkregen door citroenschillen in de drank te laten intrekken, maar wel door het toevoegen van de citroenpulp. Op de bodem van de fles zet het bezinksel zich af; de de fles moet worden geschud alvorens in te schenken. 
De productie kende haar hoogtepunt rond 1990 met een verkoop van 500.000 liter per jaar. Een gelijkaardig product werd door Aldi verkocht onder de naam Waregemsen. In navolging van het succes brachten ook andere producenten hun eigen citroenjenever op de markt, kort daarop gevolgd door fruitjenevers en bessenjenevers.
In februari 2009 verkocht de familie Kint haar jenever aan de concurrent Graanstokerij Filliers, zelf een producent van allerlei fruitjenevers. Ondertussen was de productie van de Wortegemsen - mede door de concurrentie van de andere fruitjenevers - gedaald tot 250.000 liter per jaar.

## Varianten
- Het originele product, voorheen kortweg Wortegemsen, thans Wortegemsen citroen, 24,2% alcohol.
- Wortegemsen sinaas, 22% alcohol. Geïntroduceerd in 2020 en geproduceerd volgens dezelfde principes als de citroenvariant.[1]

## Oud recept
- 1 liter graangenever 28°
- 8 soeplepels kristalisé suiker of 21 klontjes suiker
- Citroensap van 3 citroenen
- 1 nacht in de koelkast plaatsen
- Koud serveren